# Ernst Lehmann (Widerstandskämpfer)

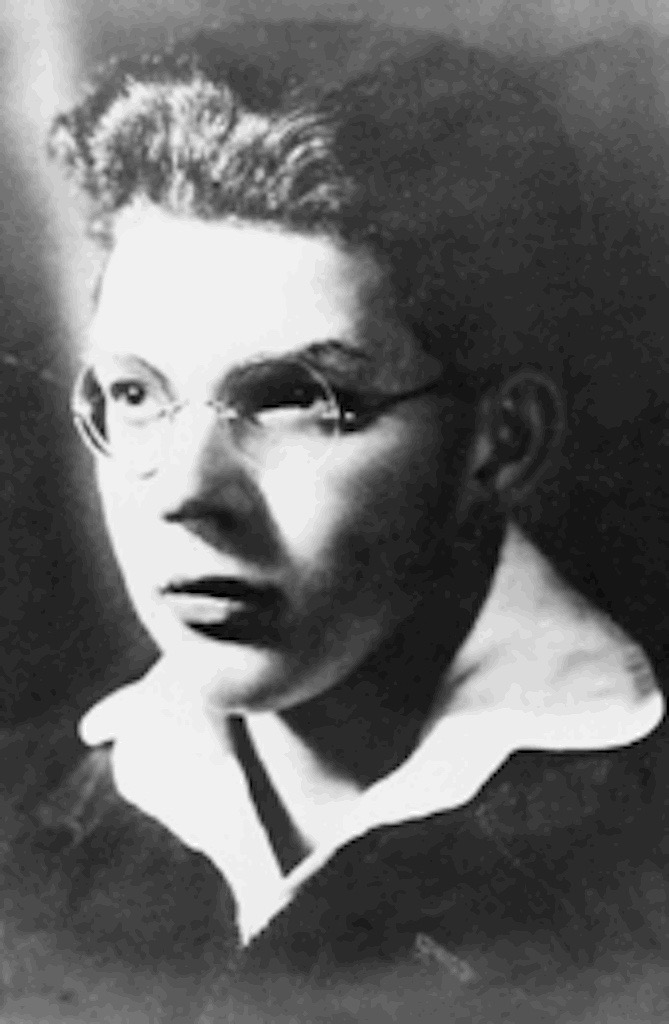
Ernst Lehmann

Ernst Lehmann (* 15. April 1908 in Magdeburg; † 3. Mai 1945 in der Neustädter Bucht) war SPD-Politiker und engagierte sich im Widerstand gegen den Nationalsozialismus.

## Leben
Als Sohn eines Buchdruckers trat Lehmann 1925 der Sozialistischen Arbeiterjugend (SAJ) und 1928 der SPD bei. Er übernahm die Leitung der SAJ-Gruppe Magdeburg-Altstadt. Bis 1929 war er als Schriftsetzer tätig und wurde dann arbeitslos.
1931 wurde er der Nachfolger Werner Bruschkes als Jugendsekretär im SPD-Bezirksvorstand Magdeburg. Nach der Machtübernahme der NSDAP 1933 organisierte er zusammen mit Bruschke und Ludwig Wellhausen ein illegales Kontaktnetz der Sozialdemokraten im Bezirk Magdeburg. Er hatte auch Kontakt zur illegalen Reichsleitung der SAJ in Berlin. Nach deren Verhaftung 1934 wurde auch Lehmann verhaftet, kam jedoch bereits nach vier Wochen wieder frei. Er engagierte sich weiter für die illegale SPD und hielt Kontakt zum SPD-Parteivorstand im Exil in Prag.
1936 fand er nach mehrjähriger Arbeitslosigkeit wieder eine Anstellung beim Scherl-Verlag in Magdeburg. 1939 wurde Lehmann verhaftet und nach zweijähriger Untersuchungshaft zu 15 Monaten Gefängnis wegen Verbrechen gegen das Parteiverbotsgesetz vom 14. Juli 1933 verurteilt. Obwohl die Haftstrafe durch die Untersuchungshaft eigentlich bereits verbüßt war, wurde Lehmann im KZ Neuengamme inhaftiert. Zum Kriegsende gehörte Lehmann zu den 7000 Häftlingen, die auf Schiffen festgehalten wurden. Fünf Tage vor Kriegsende erfolgte ein Angriff britischer Jagdbomber auf die Schiffe. Bei der so erfolgten Versenkung der Gefangenenschiffe starb Lehmann.

## Ehrung
Die Stadt Magdeburg hat ihm zu Ehren eine Straße (Ernst-Lehmann-Straße) benannt. Eine Jugendherberge in Wernigerode war nach ihm benannt. In der Neustädter Straße, nahe seines ehemaligen Wohnsitzes Große Mühlenstraße 1b, wurde für ihn ein Stolperstein verlegt.